# NSDAP
Nationalsozialistische Deutsche Arbeiterpartei (tysk for "Det nationalsocialistiske tyske arbejderparti", forkortet NSDAP og ofte uformelt kendt som Nazisterne) var det nationalsocialistiske parti, som regerede Tyskland mellem 1933 og 1945. Partiet blev oprettet i 1920 og var ledet af Adolf Hitler fra 1921. Partiets ideologi var revolutionær, nationalistisk og militaristisk og propaganderede mod kommunisme, multikulturalisme (raceblanding), kapitalisme, demokrati og jødedom.

## Oprindelse 1919 – 1925
NSDAP blev dannet den 24. februar 1920 og udgik fra det Deutsche Arbeiterpartei (DAP, Det tyske Arbejderparti) grundlagt af Anton Drexler, som var formand til 29. juli 1921. Partiformand fra og med 1921 var Adolf Hitler. Hans partinummer var 555 (man begyndte ved 500 i DAP), ikke 7 som han selv påstod. Allerede fra begyndelsen var symbolet for partiet et hagekors. Da partiet blev stiftet, bestod organisationen af en bestyrelse valgt af medlemmerne. Lederen blev valgt af bestyrelsen. Efter en magtkamp i partiet indførte Hitler førerprincippet med sig selv som diktatorisk fører. Hitler anså NSDAP som et revolutionært parti med hovedopgaven at fjerne Weimarrepublikken, som han mente var styret af socialister, jøder og dem, som svigtede de tyske soldater i 1918 ved at kapitulere efter 1. verdenskrig. Det var på den tid, at SA/"brunskjorterne" blev stiftet som en paramilitær enhed, som beskyttede partiets møder og angreb andre partier.
Hitler hævdede, at han meldte sig ud af partiet i juli 1921 for at bremse "vildmændene", som ville overtage det. I et seks siders brev til partiledelsen forklarede han, hvorfor han ikke kunne fortsætte, men det var fup fra hans side, da han godt vidste, at hans talegaver var uundværlige for NSDAP. Han sagde, at han var hævet over politisk strid men satte seks betingelser for at vende tilbage til NSDAP: den ene var, at han blev "formand med diktatorisk magt". Drexler og de andre bøjede af, og Hitler fik det, som han ville. I begyndelsen af 1920'erne voksede partiet: Medlemstallet i januar 1920 var 190. I august 1921 var det 3.300. Organisationen blev styrket og tiltrak sig nye medlemmer. Hitlers talegaver, SA's tiltrækningskraft på unge arbejdsløse og Tysklands økonomiske problemer var med til, at organisationen voksede. Partiet fik også grupper uden for Bayern som Julius Streicher i Nürnberg. Ernst Röhm, Heinrich Himmler og Hermann Göring meldte sig ind. I december 1920 udkom avisen Völkischer Beobachter, som udkom dagligt fra 1923 og blev partiets hovedorgan.
I 1922 kom fascisterne til magten i Italien. Det inspirerede Hitler. I januar 1923 okkuperede Frankrig industriregionen Ruhr, fordi Tyskland ikke kunne betale krigsskadeerstatning. Det og den vanskelige økonomiske situation og hyperinflation førte til, at regeringen måtte gå af. I januar 1923 samlede Hitler tropperne til de første Rigspartidage. Arrangementet samlede hele 7.000 mennesker i München.
Den norske psykiater Johan Scharffenberg skrev i 1933 en artikelserie "Hitler – frelser eller nar?" i Arbeiderbladet. Han stillede spørgsmålet, om det var de mægtige kræfter bag Hitler, som styrede Hitler, eller omvendt. Med udgangspunkt i Mein Kampf og biografier om Hitler konkluderede han, at Hitlers symptomer passede med paranoid psykopati (en profet-psykopati grænsende til sindssygdom). D.W. Swanson påpegede i sin bog The Paranoid, 1970, at Hitler i Mein Kampf følger tankebaner "man ellers ser ved velorganiserte paranoide tankeforstyrrelser". NSDAPs øvrige ledelse havde tilsvarende behov for at projicere skyld og udtrykke patologisk had og fjendtlighed. Himmler, Göring, Streicher, Röhm, Reinhard Heydrich, Alfred Rosenberg, Martin Bormann, Hans Frank, Robert Ley og Joseph Goebbels var alle fanatiske antisemitter, udpræget mistænksomme overfor deres medmennesker generelt og med udtalte storhedsforestillinger. Hitlers næstkommanderende, Rudolf Hess, fløj til Storbritannien med homøopatiske præparater og fik diagnosen schizoid personlighed med paranoide træk. Dermed bestod NSDAPs ledelse udelukkende af mennesker med alvorlige personlighedsafvigelser, i en paranoisk tilstand som ifølge Swanson "ikke udelukker dem fra at have lederskab".

### Ølstuekuppet
Den 30. september 1923 gik flere højreorienterede paramilitære grupperinger sammen i et kampforbund (kampfbund). NSDAP var da Bayerns største politiske kraft med 70.000 medlemmer og 15.000 i SA-grupperne. I det politisk turbulente Bayern var den konservative Gustav Ritter von Kahr indsat som statskommissær (Staatskomissar) for Bayern af statsministeren i Bayern. Hitler og kampforbundets medlemmer prøvede at overtale Kahr til at marchere mod Berlin som i "marchen mod Rom". Kahr havde et mere ambivalent forhold til nationalsocialisterne. Under hans ledelse blev den nationalsocialistiske avis Völkischer Beobachter forbudt i 10 dage, og han indførte også undtagelsestilstand, da Hitler annoncerede 14 massemøder i München fra 27. september 1923.
Årsagen til Hitlers brud med Kahr er ikke kendt, men den 8. november omringede kampforbundets 600 soldater Bürgerbräukeller, hvor Kahr holdt møde. 16 nationalsocialister og fire politifolk mistede livet under kupforsøget, og Hitler blev dømt til fem års fængsel 1. april 1924, men slap ud i december samme år.

### Mein Kampf
Under fængselsopholdet i Landsberg-fængslet dikterede Hitler første bind af Mein Kampf til Rudolf Hess, som Hitler afsonede med. Hitler skrev anden del efter løsladelsen i december 1924. I juli 1925 udkom første bind og i december 1926 bind to.
Bogen solgte godt, blandt andet fordi staten bidrog til udbredelsen: alle som giftede sig borgerligt fik Mein Kampf i gave. I 1943 var den trykt i 10,24 millioner eksemplarer.
Mens Hitler sad i fængsel, blev partiet kraftig svækket, hvilket han ikke gjorde noget for at forhindre.

## På vej mod magt 1925 – 1933

### Reorganisering af partiet
Da Hitler kom ud af fængslet, reorganiserede han partiet. Økonomien i Tyskland var forbedret, og behovet for et revolutionært parti svandt. Hitlers taleforbud blev opretholdt i to år til den 5. marts 1927, men han kunne tale ved "private" møder.
Partiet blev inddelt i et "lederskabskorps" og et for generelt medlemskab. Partiet og SA blev delt og SS oprettet som livvagter for Hitler, ledet af Himmler. Partiet blev mere strømlinjet med 98 Gauleitere, som ledede hver sit Gau ("region"). Under dem var der Kreisleiter (kredsledere), Zellenleiter (celleledere) og Blockleiter (blokledere). Alle var med i et hierarkisk system, hvor ordrer blev givet ovenfra med loyalitetspligt den anden vej. Kun SA beholdt en vis selvstændighed. Joseph Goebbels begyndte sin karriere som Gauleiter i Berlin i 1926.
Nu blev Hitlerhilsen indført i organisationen.
Det tog imidlertid tid, før partiet fik tilslutning gennem valg. Partiet havde stillet lister til Rigsdagsvalget i 1924, mens Hitler sad fængslet, men fik kun 6,5 % tilslutning. Partiet deltog på en nationalsocialistisk fællesliste (den nationalsocialistiske frihedsbevægelse) i december 1924, men listen fik kun 3 % af stemmerne. Tilslutningen faldt yderligere til 2,6 % ved valget i 1928. Men den organisationsmæssige styrke voksede. På Rigspartidagene i 1926 i Weimar deltog 30.000 mennesker. På mødet blev Hitlerjugend reetableret. Året efter deltog 10.000 på partiets rigspartidage i det, som senere skulle blive den officielle rigspartiby Nürnberg. Inden 1929 nåede partiet 130.000 medlemmer.
Samme år vandt partiet opmærksomhed i en aktion med DNVP og Stahlhelm mod Young-planen. NSDAP blev derefter støttet af industrimanden August Thyssen. Den 26. januar 1932 var Hitler inviteret af Thyssen til at holde tale for 7-800 medlemmer af Düsseldorfs industriklub for at overbevise dem om, at han havde stærk tiltro til den private ejendomsret og ikke havde til hensigt at nationalisere industrien. Han fortalte videre, at SA og SS betalte sine faner og uniformer af egen lomme. Allerede i 1930 blev NSDAP medlem af regeringerne i delstaterne Thüringen og Braunschweig. I 1932 blev også den socialdemokratiske regering i Preussen afsat og erstattet med en kommissarisk NSDAP-regering. Partiet vandt også magten i Bayern og Württemberg.

### Parlamentarisk gennembrud
Det var først, da den økonomiske krise satte ind i begyndelsen af 1930'erne, at partiet voksede. NSDAP fremstod som et klart alternativ til socialdemokraterne, som havde siddet i regering i to år til marts 1930. Partiet vandt tilslutning på bekostning af de øvrige ydre højrepartier og begyndte også at få fodfæste blandt konservative. Ved valget i september 1930 fik partiet 18.3 % tilslutning.
Hitler fremstod nu som lederen for den nationalistiske bevægelse i Tyskland og de andre nationalistiske partier mistede tilslutning eller blev opslugt. Rudolf Hess var viceformand i partiet. Den reelle lederkvartet bestod imidlertid af Hitler, Himmler, Göring og Goebbels.
I 1931 og 1932 forstærkedes den økonomiske krise i Tyskland. I marts 1932 stillede Hitler op som modkandidat til Hindenburg i præsidentvalget. Han fik 30,1 % i første runde og 36,8 % i anden. Samtidig med at SA repræsenterede en paramilitær styrke på over 400.000 mand, som sloges mod paramilitære socialdemokratiske og kommunistiske grupper i tyske byer, var lov og orden en af Hitlers mærkesager. Orden på tysk økonomi og genrejsing af tysk storhed efter Versailles-traktaterne var andre vigtige emner, som bidrog til tilslutningen. Den åbenbare antisemitisme var nu tonet ned.
Ved rigsdagsvalget i juli 1932 fik partiet 37,2 % af stemmene og var nu landets klart største politiske parti. På venstrefløjen opnåede kommunistpartiet 14,3 %. Partierne, som støttede parlamentarismen, var kommet i mindretal i Rigsdagen. Det gjorde det umuligt at danne en flertalskoalition. Derfor udskrev Rigskansler Franz von Papen nyvalg i november samme år. Selv om partiet gik tilbage, blev det parlamentariske resultat det samme. Ingen konstellation havde flertal i Rigsdagen.
NSDAP havde imidlertid fået et skud for boven, økonomien i landet havde bedret sig, og partiet mistede protestvælgere. Flere i partiet mente, at partiet burde sikre sig magt, før storhedstiden endte. I december 1932 og januar 1933 prøvede von Papens efterfølger Kurt von Schleicher og nationalistpolitikeren Alfred Hugenberg at overtale Hindenburg til at lade Hitler og NSDAP deltage i en regeringskoalition med hans parti i mindretal men med Hitler som rigskansler. Det lykkedes dem.
| Valgresultater for NSDAP       |                        |      |                 |                                               |
| Dato                           | Antal stemmer (i 1000) | %    | Rigsdagspladser | Baggrund                                      |
| Rigsdagsvalget i maj 1924      | 1 918.3                | 6,5  | 32              | Hitler i fængsel                              |
| Rigsdagsvalget i december 1924 | 907.3                  | 3,0  | 14              | Hitler løsladt fra fængsel                    |
| Rigsdagsvalget i 1928          | 810.1                  | 2,6  | 12              |                                               |
| Rigsdagsvalget i 1930          | 6 409.6                | 18,3 | 107             | Efter starten på den økonomiske krise         |
| Rigsvalgvalget i juli 1932     | 13 745.8               | 37,4 | 230             | Efter at Hitler havde været præsidentkandidat |
| Rigsdagsvalget i november 1932 | 11 737.0               | 33,1 | 196             |                                               |
| Rigsdagsvalget i 1933          | 17 277.0               | 43,9 | 288             | Mens Hitler var rigskansler i Tyskland        |

## NSDAP under det tredje rige

### Etablering af etpartistaten og diktatur
Med Hitler som rigskansler og Göring som præsident for rigsdagen begyndte et systematisk arbejde for at gøre den demokratiske Weimarrepublik til en etpartistat med Hitler som øverste leder. Nationalsocialisterne brugte ordet "Gleichschaltung", som betyder ensretning eller koordinering om denne periode. Den strækker sig fra tiden efter Hitlers magtovertagelse i januar 1933 til Hindenburgs død i august 1934, hvor al magt samles i én: "Führer und Reichskanzler".
Allerede den 2. februar forbød Göring kommunistiske demonstrationer og møder. Dagen efter blev den socialdemokratiske avis Vorwärts lukket i to dage. Senere blev avisen totalforbudt, og sidste udgave kom den 4. marts.
Natten mellem 27. og 28. februar 1933 blev den tyske Rigsdagsbygningen sat i brand. Branden førte til, at rigspræsident Paul von Hindenburg udstedte Rigsdagsbrandforordningen den 28. februar. De grundlæggende borgerrettigheder, som var garanterede af Weimarrepublikkens forfatning, blev dermed sat ud af kraft således, at vejen blev klar for forfølgelse og arrestation af nationalsocialisternes modstandere. Kommunistpartiet blev forbudt, og den 3. marts blev kommunistpartiets leder Ernst Thälmann arresteret.
Ved Rigsdagsvalget to dage senere den 5. marts fik NSDAP 43,9 % af stemmerne. Den 21. marts blev den første koncentrationslejr oprettet i Dachau.
Den 23. marts blev bemyndigelsesloven vedtaget i rigsdagen. Loven lod regeringen vedtage love uden om rigsdagen. Sammen med Rigsdagsbrandforordningen gav den Adolf Hitler diktatoriske fuldmagter.
Den 1. april arrangerede nationalsocialisterne boykot af jødiske forretninger. Senere blev der indført forbud mod jøder i statsadministrationen og begrænsninger for jøder i enkelte næringsveje.
Den 26. april tog NSDAP kontrollen over de lokale ledelsesorganer og politiet. Lærere og universitetsprofessorer, som var negative over for nationalsocialisterne, blev fjernede fra deres stillinger. Gestapo blev oprettet af Göring.
Den 2. maj blev fagbevægelsen forbudt og dens ejendele konfiskerede.
Den 10. maj arrangerede den nationalsocialistisk ledede tyske studenterorganisation Deutsche Studentenschaft bogafbrænding i mange tyske byer. Bøger af jødiske forfattere som Stefan Zweig, oppositionelle forfattere og forfattere med et andet politisk ståsted blev brændt under planlagte arrangementer med rituelt indhold.
Den 19. maj blev sangen Horst-Wessel-Lied gjort til nationalsymbol ved lov. Sangen blev med tiden Tysklands anden nationalsang sammen med Das Lied der Deutschen.
Den 22. juni blev det socialdemokratiske parti SPD forbudt. Dagen før var over 500 medlemmer af det socialdemokratiske og det kommunistiske parti bortført og mishandlet.
Den 23. juni fik det konservative parti ordre til at lade sig opløse. 27. juni bestemte det tysknationale folkeparti (Deutschnationale Volkspartei) sig til opløsning. Mange af medlemmerne var blevet medlemmer af NSDAP.
Den 24. juni blev der vedtaget en lov mod overbefolkning af tyske skoler og studiesteder. Loven begrænsede jøders muligheder for at få en uddannelse.
Den 14. juli blev der vedtaget en lov, som slog fast, at NSDAP var det eneste lovlige parti i Tyskland, og som forbød oprettelse af nye partier.
30. august – 3. september blev de traditionelle rigspartidage i Nürnberg afholdt. Foran hundrede tusinder af tilrejsende sympatisører erklærede Adolf Hitler: "Det nationalpolitiske parti er blevet staten".
I efteråret 1933 og foråret 1934 blev der gennemført nye begrænsninger i jøders rettigheder. Jøderne blev ekskluderet fra kulturlivet, fik forbud mod at eje jord, nægtet at være avisredaktører, nægtet deltagelse i den tyske arbejdsfront (den organisation, som bl.a. skulle erstatte fagbevægelsen) og nægtet national sygeforsikring.
Natten til 30. juni 1934 gik Hitler løs på den indre opposition i NSDAP ved at likvidere ledelsen for stormtropperne under "de lange knives nat". Mindst 77 af højere rang blev henrettet og mindst 100 andre.

### Hitler bliver Führer
Sommeren 1934 lå præsident Paul von Hindenburg for døden i Østpreussen. Han havde været syg længe; det gav Hitler friere spillerum til at udøve sin politik. Hitler planlagde at bruge Hindenburgs død til at sikre sig total magt i Tyskland.
Den 2. august 1934 døde den 87 år gamle Hindenburg. Hitler bekendtgjorde umiddelbart efter en lov, som slog fast, at præsident-embedet skulle kombineres med embedet som rigskansler. Myndigheden skulle overføres til fører og rigskansler Adolf Hitler. Han ville selv vælge sin stedfortræder. Loven skulle træde i kraft ved præsident Hindenburgs død. Efter indførelsen af loven måtte alle medlemmer af den tyske hær sværge en personlig ed til Hitler.
Derefter blev der holdt en folkeafstemning for at give det tyske folk muligheden for at godkende Hitlers nye magt. I mellemtiden kom Hindenburgs testamente frem. Han ønskede, at Tyskland igen skulle blive et konstitutionelt demokrati. Det blev ignoreret af Hitler. Den 19. august stemte 95 % af de registrerede vælgere ja til koncentrationen af magten på Hitlers hænder.
Partiet og dets organisationer ophørte med at eksistere i september 1945.

## Partiets organisation
Ordinært medlemskab
Det ordinære medlemskab i NSDAP (partimedlemmer, tysk: Parteimitglieder) bestod hovedsagelig af den lavere middelklasse. 7 % tilhørte overklassen, 7 % var bønder, 35 % var industriarbejdere og 51 % tilhørte middelklassen. Den største gruppe var læger.
| Klassebaggrund NSDAP |                 |                     |
| Klasse               | Medlemmer NSDAP | Befolkningen totalt |
| Arbejderklassen      | 35,9 %          | 54,56 %             |
| Lavere middelklasse  | 54,9 %          | 42,65 %             |
| Overklassen          | 9,2 %           | 2,78 %              |

Kilde: Michael H. Kater, The Nazi Party (Oxford 1983) side 12,250

Da nationalsosialisterne kom til magten i 1933, havde partiet over 2 millioner medlemmer. Da partiet fik magten, tiltrak det nye medlemmer. Da det blev oppløst i 1945, havde NSDAP 8,5 millioner medlemmer.
Militært medlemskab
Medlemmer af NSDAP med militære ambitioner blev opmuntret til at melde sig til tjeneste i den militære gren af partiet, Waffen SS. Alligevel var der mange, som meldte sig ind i det ordinære tyske forsvar Wehrmacht. Wehrmacht krævede, at soldater ikke kunne være medlem af et politisk parti, og mange måtte da forlade NSDAP. Mange så imidlertid bort fra denne bestemmelse især efter udbruddet af 2. verdenskrig.
Studentermedlemskab
I 1926 oprettede NSDAP en speciel afdeling, som skulle engagere studenterne. Organisationen fik navnet Den Nationalsocialistiske Tyske Studenterorganisation (tysk: Nationalsozialistischer Deutscher Studentenbund).
Paramilitære grupper
Flere paramilitære grupper tjente partiet. Medlemmerne blev bedt om først at blive medlem af NSDAP, for så at blive medlem af den gruppe, de ønskede.
De største paramilitære grupper var:
- Schutzstaffel (SS): "beskyttelsesafdeling"
- Sturmabteilung (SA): "stormtropper"
- Nationalsozialistisches Fliegerkorps (NSFK): "Nationalsocialistisk flyvekorps"
- Nationalsozialistisches Kraftfahrerkorps (NSKK): "Nationalsocialistisk motorkorps"

Hitlerungdommen (Hitlerjugend) var en paramilitær gruppe inddelt i et voksent lederskabskorps og et ordinært medlemskab for drenge mellem 14 og 18.

### Organisationshiarki
1. Der Führer (Adolf Hitler)
Fra 2. august 1934 blev rigskansler og præsidentembede slået sammen til ét: Führer und Reichskanzler. Fra dette tidspunkt havde førerembedet al magt, både reelt og formelt.
2. Reichsleiter
Reichsleiter ("rigsleder") var et af de højeste embeder i det tyske nationalsocialistiske parti NSDAP fra 1922 til 1945. De rapporterede direkte til Adolf Hitler og hans nærmeste medarbejdere og udførte deres arbejde efter ordre fra dem.
3. Gauleiter
Gauleiter var en titel i det tyske nationalsocialistiske parti NSDAP. En gauleiter var partiets øverste embedsmand inden for et gau, en region. Der var på højdepunktet 42 regioner i Tyskland og regioner for udlandet. Gauleiterne blev udnævnt af Hitler.
4. Kreisleiter
Kreisleiter (kredsleder) var øverste leder for en kreds i et gau. Kredslederne blev udnævnt af og rapporterede til gauleiteren.
5. Ortsgruppenleiter
Ortsgruppenleiter (Lokalgruppeleder) var den politiske leder for en underafdeling i en kreds, der bestod af flere byer eller bebyggelser eller omfattede en del af en større by på fra 1.500 til 3.000 husstande. Ortsgruppelederen blev udnævnt af og rapporterede til kreisleiteren i sin kreds.
6. Zellenleiter
Den politiske leder af en gruppe fra 4 – 8 karreer eller tilsvarende husstande i landdistrikterne.
7. Blockleiter
Blockleiter (blokleder) var repræsentant på laveste niveau i parti-hierarkiet. Bloklederen var ansvarlig for den politiske oversigt over nabolaget eller byblokken og var bindeleddet mellem partiet og befolkningen. Gennemsnitligt havde bloklederen ansvaret for 40 – 60 husstande.
Ud over at distribuere information fra partiet skulle bloklederen overvåge nabolaget og rapportere om antinationalsocialistiske aktiviteter. Det er anslået, at der var omkring en halv million blokledere i det tredje rige. I dag er den oprindelige titel "blockwart" et skældsord for en angiver. Også om Stasis aktiviteter i DDR.

#### Gradmærker på uniformskraverne
Andre organisationer:
- Bund Deutscher Mädel (BDM)
- NS-Deutscher Dozentenbund (NSDD)
- NS-Frauenschaft (NSF)
- NSDAP/AO – Udlandsorganisationen

### Medlemsudvikling
Medlemsudvikling i NSDAP (DAP) fra 1919 til 1933.
| Dato              | Medlemmer |
| ----------------- | --------- |
| Udgangen af 1919  | 64        |
| Udgangen af 1920  | 3.000     |
| Udgangen af 1921  | 6.000     |
| 23. november 1923 | 55.787    |
| Udgangen af 1925  | 27.117    |
| Udgangen af 1926  | 49.523    |
| Udgangen af 1927  | 72.590    |
| Udgangen af 1928  | 108.717   |
| Udgangen af 1929  | 176.426   |
| Udgangen af 1930  | 389.000   |
| Udgangen af 1931  | 806.294   |
| April 1932        | 1.000.000 |
| Udgangen af 1932  | 1.200.000 |
| Udgangen af 1933  | 3.900.000 |

- NSDAP's partiflag (fra 1935 til 1945 også Tysklands flag)
- Parteiadler: repræsenterer NSDAP
- Reichsadler: under nazistyret var den Tysklands nationale emblem (Hoheitszeichen)
- 5-Reichsmark mønter før (1936) og efter. Swastika er tilføjet (1938)
- NSDAP Gaue 1926,1928,1933 & 1937